# Aire urbaine de Berck
 (mars 2022).
Si vous disposez d'ouvrages ou d'articles de référence ou si vous connaissez des sites web de qualité traitant du thème abordé ici, merci de compléter l'article en donnant les références utiles à sa vérifiabilité et en les liant à la section « Notes et références ».
L'aire urbaine de Berck est une aire urbaine française centrée sur l'unité urbaine de Berck. Composée de 31 communes, elle comptait 57 368 habitants en 2013.
Son périmètre a fortement évolué entre les découpages de la France urbaines effectués par l'INSEE en 1999 et 2010. Elle est en effet passée de 9 à 31 communes, à la suite de la fusion des unités urbaines de Berck et d'Étaples.

## Caractéristiques en 1999

L'aire urbaine de Berck dans le Nord-Pas-de-Calais en 1999.

D'après la définition qu'en donne l'INSEE, l'aire urbaine de Berck est composée de 9 communes, situées dans le Pas-de-Calais. Ses 23 196 habitants font d'elle la 235e aire urbaine de France.
3 communes de l'aire urbaine sont des pôles urbains.
Le tableau suivant détaille la répartition de l'aire urbaine sur le département (les pourcentages s'entendent en proportion du département) :
| Département   | Communes | Communes (%) | Superficie (km²) | Superficie (%) | Population (1999) | Population (%) |
| ------------- | -------- | ------------ | ---------------- | -------------- | ----------------- | -------------- |
| Pas-de-Calais | 9        | 1,0          | 87,49            | 1,3            | 23 196            | 1,6            |